# Bab Touma
La Porte Saint-Thomas (en arabe : باب توما, Bab Touma) est l'une des sept portes de la ville de Damas, capitale de la Syrie. Elle se trouve à l'est de la ville et a donné son nom au quartier qui l'environne. Elle doit son nom à l'apôtre saint Thomas. C'est un quartier où vivent un grand nombre de chrétiens, ce dont témoignent les églises qui y sont construites ainsi que le nom alternatif de Maḥallat al-Naṣârâ (quartier des chrétiens). Elle correspond aux remparts de la ville historique.